# Aarschot
Aarschot (fr. Aerschot) – miasto w Belgii, w Regionie Flamandzkim, w prowincji Brabancja Flamandzka, w okręgu Leuven, nad rzeką Demer. 1 stycznia 2024 roku liczyło 31 138 mieszkańców. W mieście rozwinął się przemysł spożywczy.

## Podział administracyjny
W skład miasta wchodzą trzy dzielnice (deelgemeente):
- Gelrode
- Langdorp
- Rillaar (Rillaer)

## Demografia
Ludność historyczna:
| Rok     | 1995   | 2000   | 2005   | 2010   | 2015   | 2020   | 2021   | 2024   |
| ------- | ------ | ------ | ------ | ------ | ------ | ------ | ------ | ------ |
| Ludność | 27 089 | 27 495 | 27 831 | 28 405 | 29 288 | 30 183 | 30 281 | 31 138 |

Ludność według grup wiekowych:
| Wiek                                    | 0–17 lat | 18–64 lata | 65+ lat |
| --------------------------------------- | -------- | ---------- | ------- |
| Liczba osób w danej grupie wiekowej     | 5000     | 18 401     | 6880    |
| Liczba osób w danej grupie wiekowej w % | 16,5%    | 60,8%      | 22,7%   |

Struktura płci:
| Płeć                         | Mężczyźni | Kobiety |
| ---------------------------- | --------- | ------- |
| Liczba osób w danej płci     | 14 840    | 15 441  |
| Liczba osób w danej płci w % | 49%       | 51%     |

## Klimat
Klimat jest przybrzeżny. Średnia temperatura wynosi 10 °C. Najcieplejszym miesiącem jest lipiec (19 °C), a najzimniejszym miesiącem jest styczeń (0 °C).